# Вакуфа-Бакча
Ваку́фа-Бакча́, Ваки́ф-Багча́ (крим. Vaqıf Bağça), Бурчє́к (крим. Bürçek) — річка в Україні у Білогірському районі Автономної Республіки Крим, в центральній частині Кримського півостріва. Права притова Тана-Су (басейн Азовського моря).

## Опис
Довжина річки приблизно 6,79 км, найкоротша відстань між витоком і гирлом — 5,51  км, коефіцієнт звивистості річки — 1,23 . Формується багатьма безіменними струмками та загатами.

## Розташування
Бере початок на північній околиці села Султан-Сарай (крим. Sultan Saray) та на південно-східній стороні від гори Халич-Бурук (397,7 м). Тече переважно на північний захід через село Кирпичне (до 1948 року — Бурчек; крим. Bürçek, рос. Кирпичное)  і у південно-східній частині міста Білогірська (до 1944 року — Карасувбаза́р; крим. Qarasuvbazar)  впадає у річку Тана-Су, праву притоку Буюк-Карасу.

## Цікаві факти
- У місті Білогірськ річку перетинає автошлях Р23 (автомобільний шлях регіонального значення на території України, Сімферополь — Феодосія)[4].

- У минулому столітті на лівому й правому берегах річки існувало багато водяних млинів[5].